# Deutsche Reichsbahn (NDK)
A Deutsche Reichsbahn, röviden a DR a Német Demokratikus Köztársaság államvasútja volt. 1949-ben alakult, és 1994. január 1-én szűnt meg. Jogutódja a Deutsche Bahn.

## Személyszállítás
A DR személyszállító vonatait jóval nagyobb arányban vették igénybe az állampolgárok, mint a szomszédos Nyugat-Németországban. Az összes utazásból 17,2%-kal részesedett a DR, ami csaknem a háromszorosa volt a DB-ének, elsősorban az alacsony jegyárak és a magánautók kis száma miatt. A vonatok lassúak és elavultak voltak, kevés volt a villamosított vasútvonal és a korszerű villamosmozdony. Az utolsó gőzvontatású menetrend szerinti vonat normál nyomtávolságon 1988. május 28-án közlekedett az országban.

## Villamos vontatás
A háború után a megmaradt kevés villamosított vasútvonalról is elbontották a felsővezetéket. Az 1970-es években már ismét zajlott a kiépítésük, de jóval kisebb mértékben, mint az NSZK-ban. Az 1980-as években az üzemanyag árának a növekedése miatt előtérbe került az ilyen irányú fejlesztés: az 1979-es 11,5%-ról 1990-re 27,3%-ra nőtt a villamosított vonalak aránya, ám még ez is jelentősen elmaradt az NSZK számaitól. A dízelmozdonyok nagy része a Szovjetunióból érkezett.
A két Németország újraegyesítése után még sok évnek kellett eltelnie ahhoz, hogy az egykori két ország vasútja hasonló szintre kerüljön.

## Vezetők
- Willi Besener (1946–1949)
- Willi Kreikemeyer (1949–1950)
- Erwin Kramer (1950–1970)
- Otto Arndt (1970–1989)
- Herbert Keddi (1989–1990)
- Hans Klemm (1990–1991)

## Képek

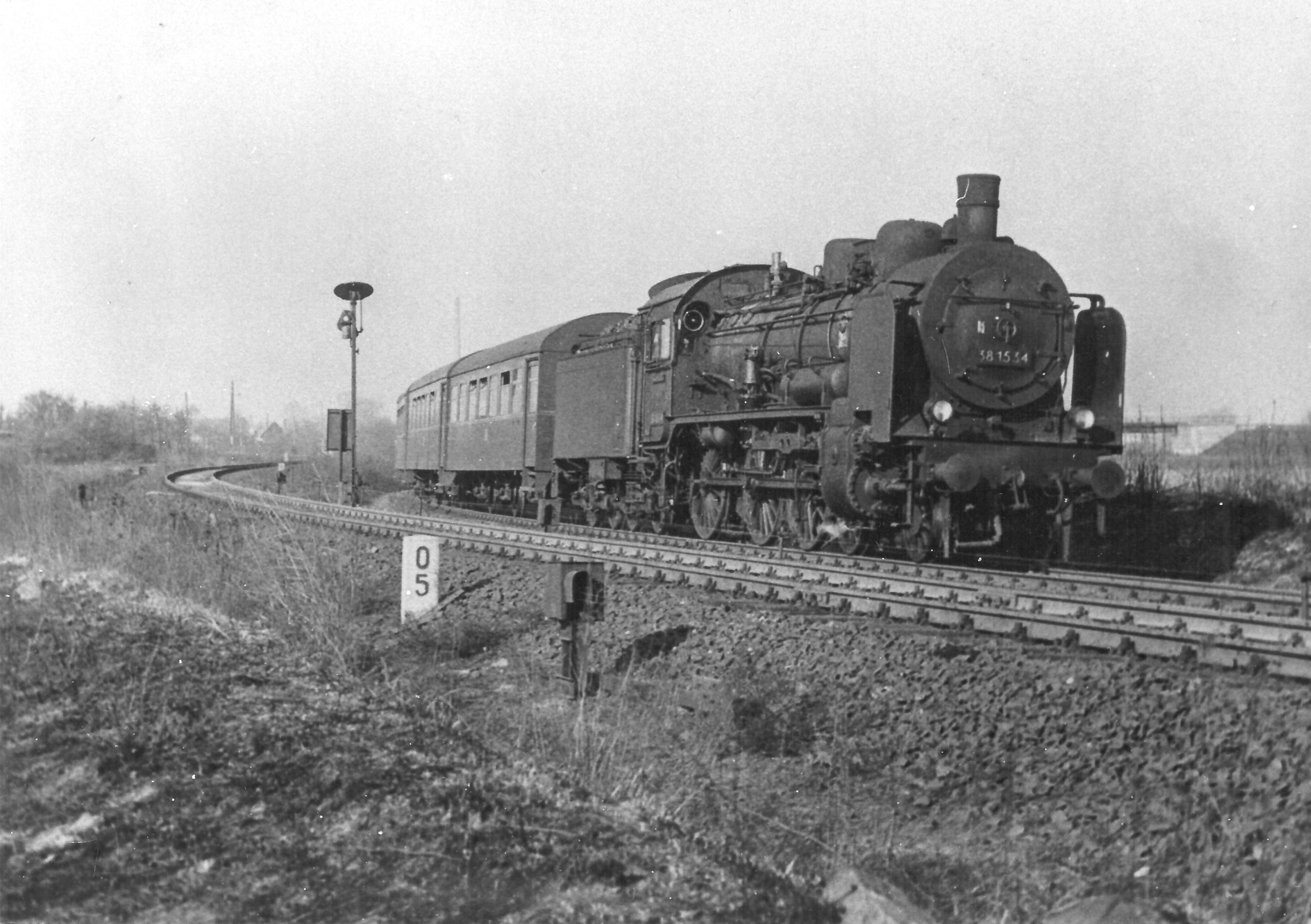
Személyvonat 1969-ben
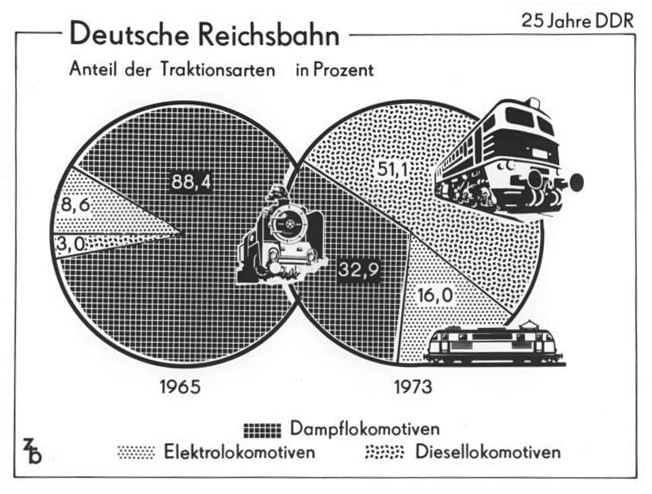
A vontatási nemek változása 1965 és 1973 között
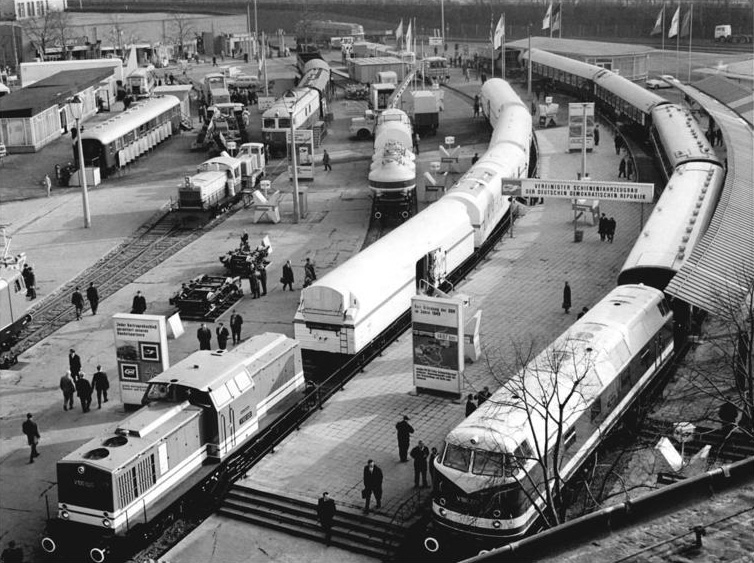
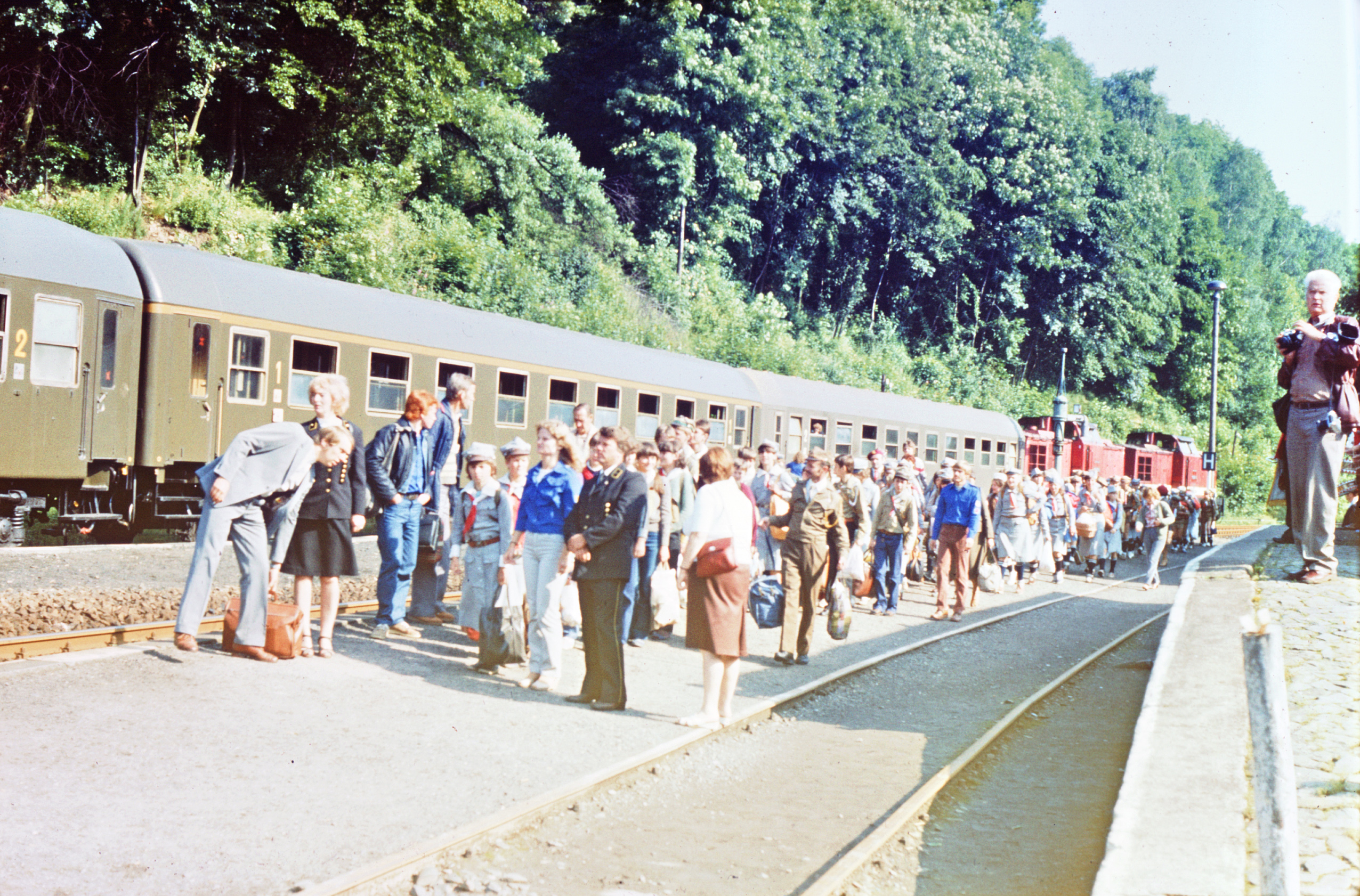
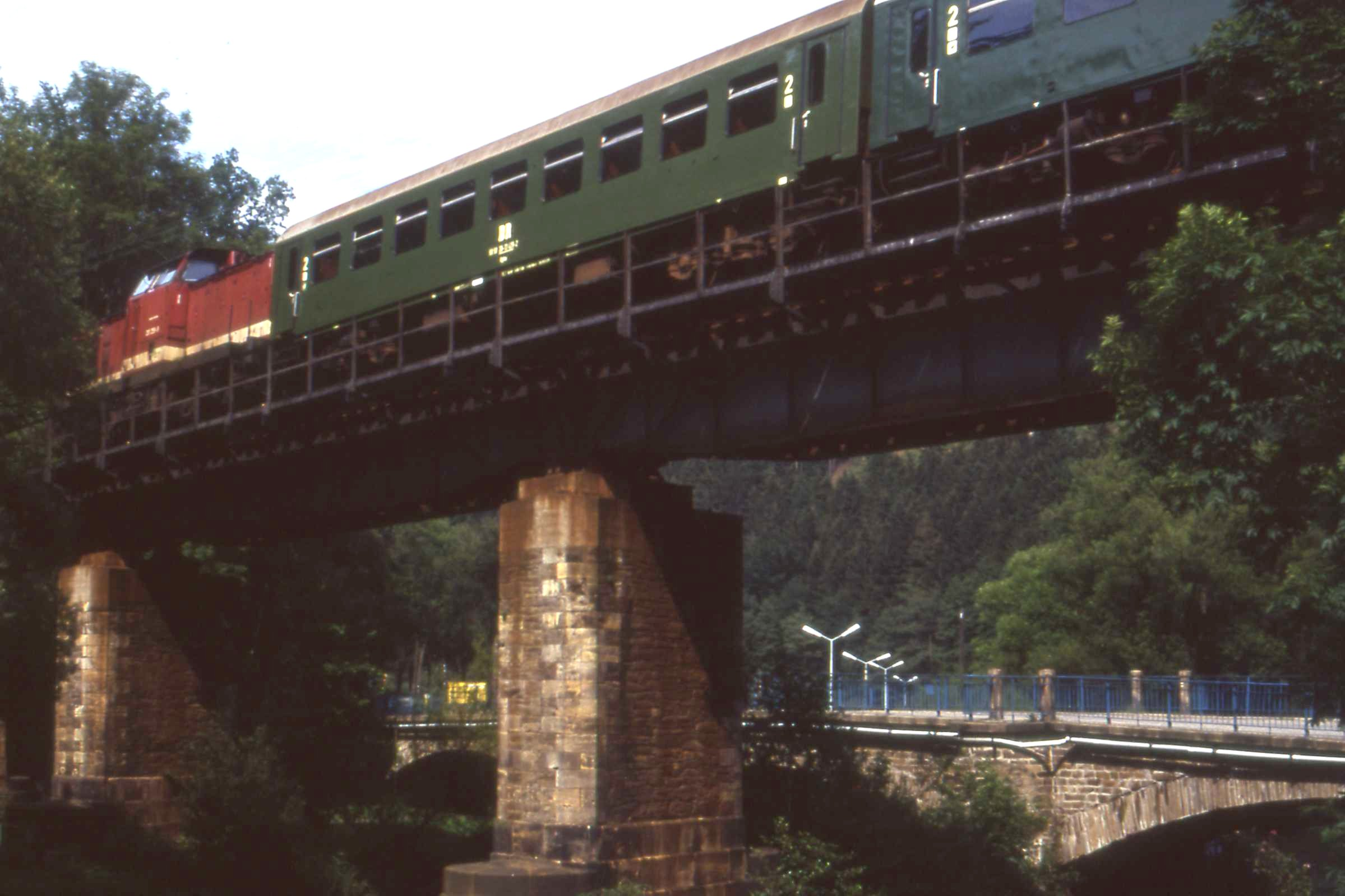
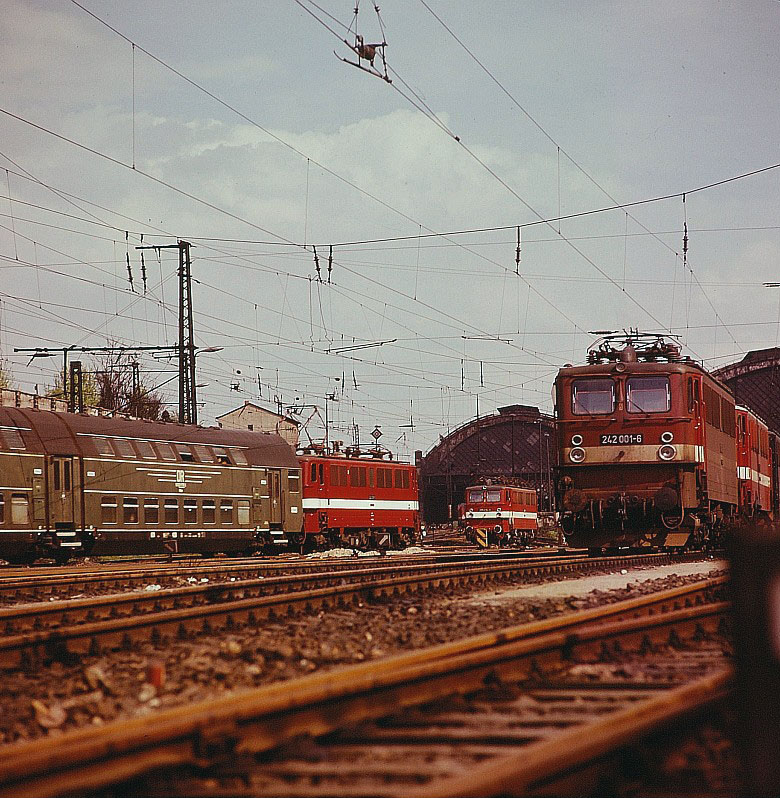
Villamos mozdonyok 1981-ben
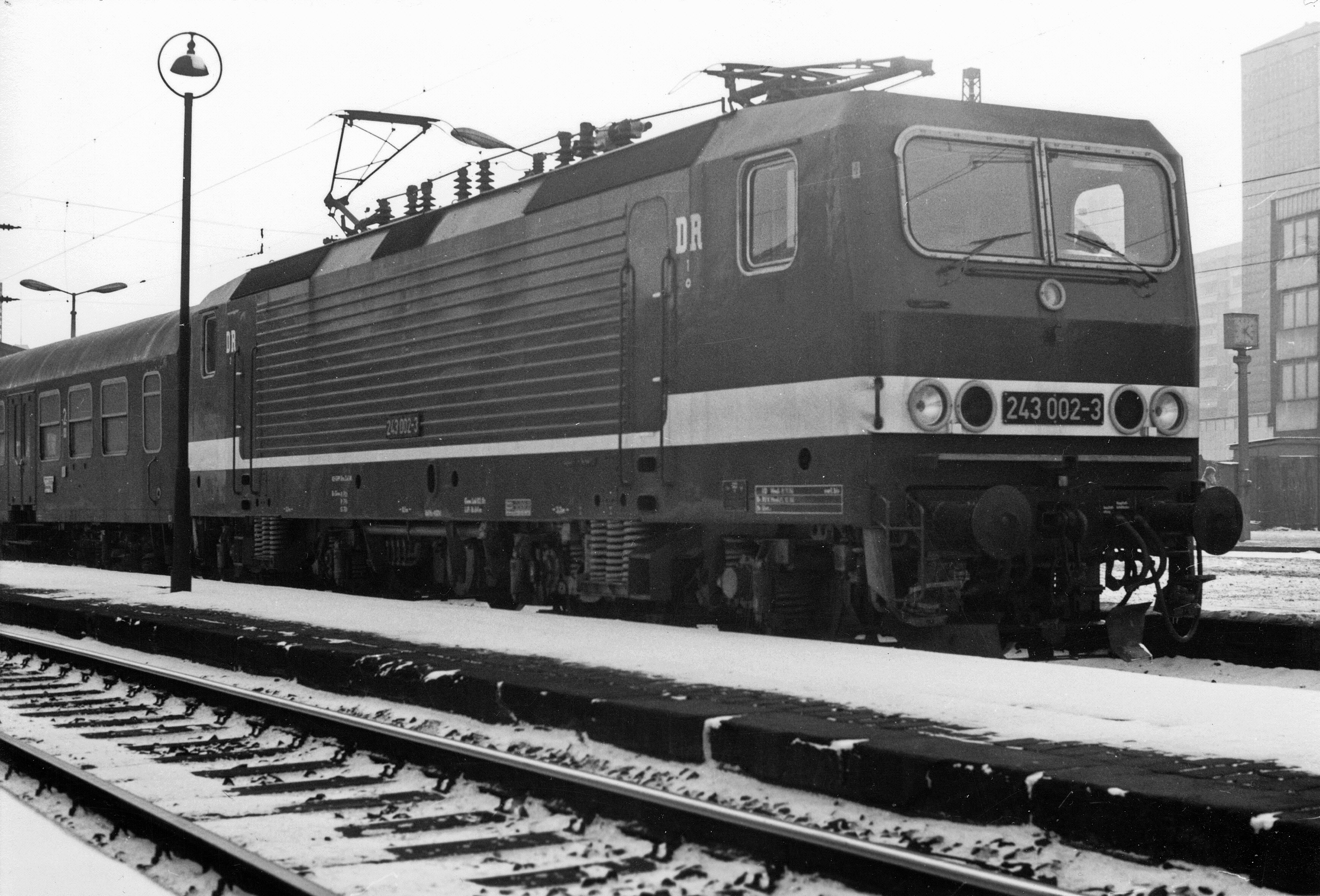